# Taïfa de Niebla
La taïfa de Niebla fut un royaume musulman indépendant qui exista en al-Andalus à trois époques différentes : de 1023 à 1053, de 1145 à 1150 et de 1234 à 1262 et qui finalement fut conquis par le royaume de Castille.

Sa création initiale en 1023 pendant la première période de taïfas est la conséquence de la dislocation du califat de Cordoue à partir de l'an 1008.

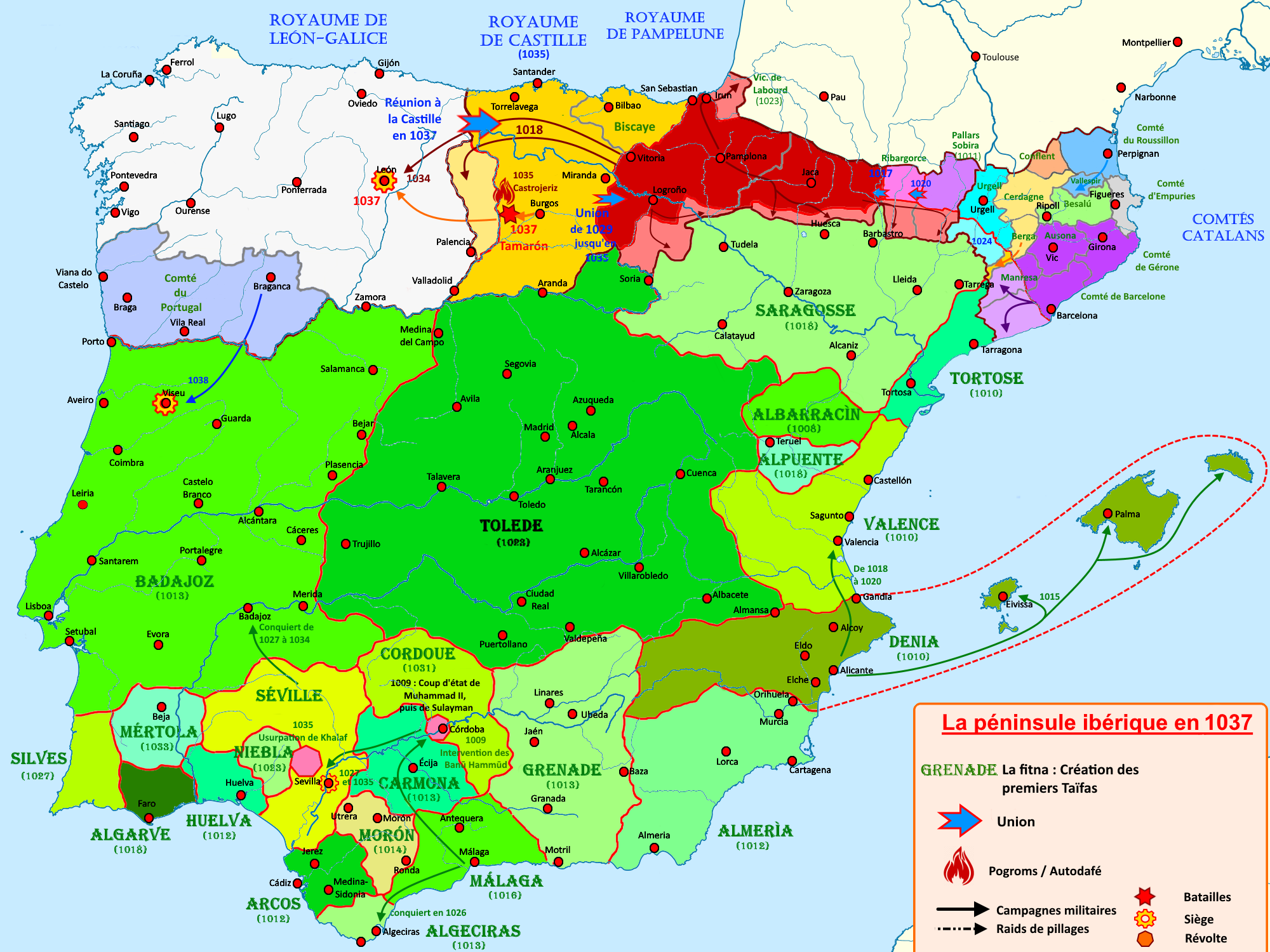
La première taïfa de Niebla, en 1037
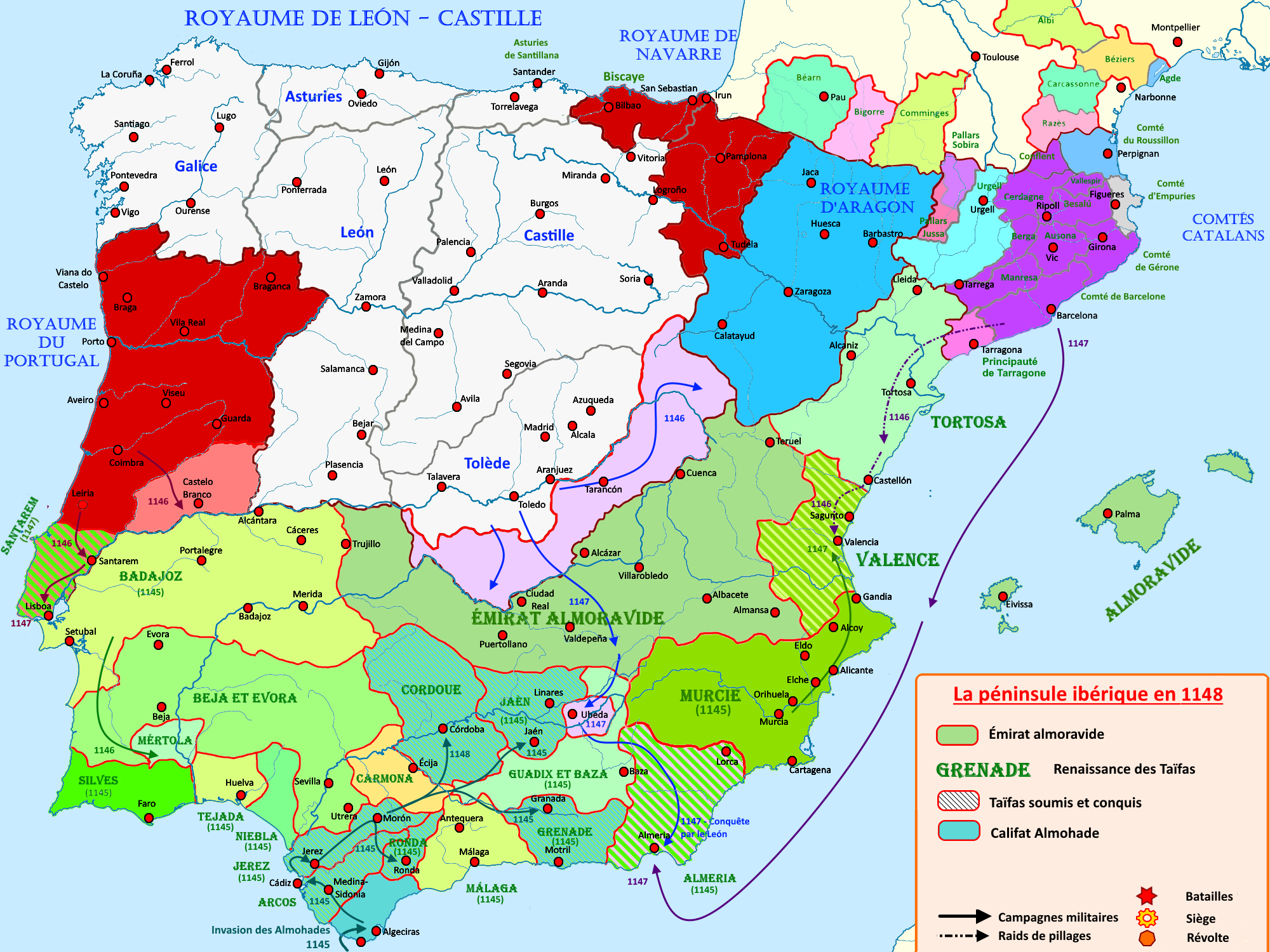
La seconde taïfa de Niebla, en 1148
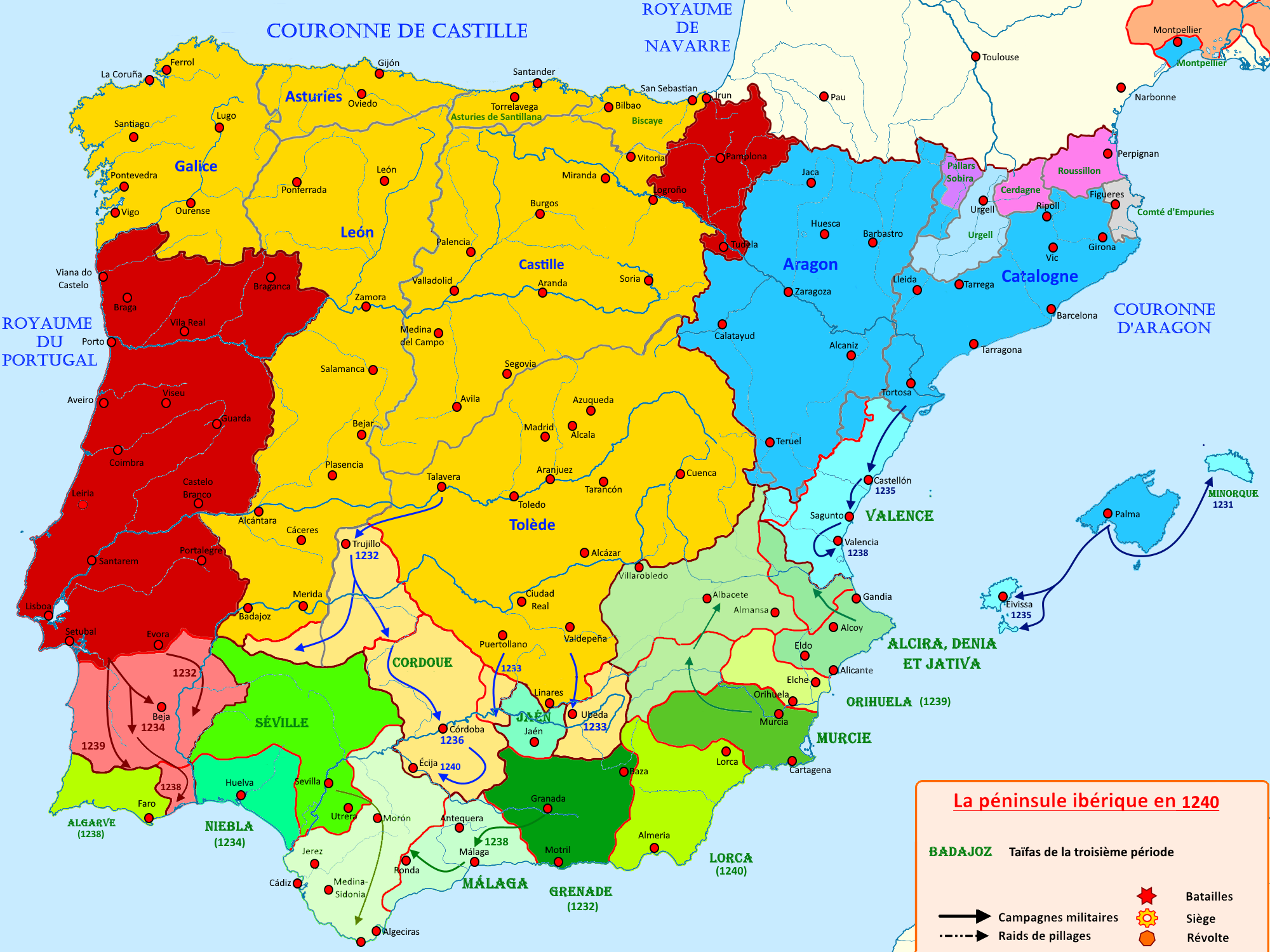
La troisième taïfa de Niebla, en 1240